# Kanton Coudekerque-Branche
Der Kanton Coudekerque-Branche ist seit 1982 ein französischer Wahlkreis im Arrondissement Dunkerque, im Département Nord und in der Region Hauts-de-France. 

## Gemeinden
Der Kanton besteht aus neun Gemeinden mit insgesamt 48.988 Einwohnern (Stand: 1. Januar 2022) auf einer Gesamtfläche von 95,29 km²:
| Gemeinde                     | Einwohner 1. Januar 2022 | Fläche km² | Dichte Einw./km² | Code INSEE | Postleitzahl |
| ---------------------------- | ------------------------ | ---------- | ---------------- | ---------- | ------------ |
| Armbouts-Cappel              | 2.097                    | 10,15      | 207              | 59016      | 59380        |
| Bergues                      | 3.543                    | 1,32       | 2.684            | 59067      | 59380        |
| Bierne                       | 1.744                    | 11,04      | 158              | 59082      | 59380        |
| Cappelle-la-Grande           | 7.865                    | 5,46       | 1.440            | 59131      | 59180        |
| Coudekerque-Branche          | 20.833                   | 9,14       | 2.279            | 59155      | 59210        |
| Spycker                      | 1.725                    | 9,19       | 188              | 59576      | 59380        |
| Steene                       | 1.385                    | 10,28      | 135              | 59579      | 59380        |
| Téteghem-Coudekerque-Village | 8.272                    | 30,44      | 272              | 59588      | 59229, 59380 |
| Uxem                         | 1.524                    | 8,27       | 184              | 59605      | 59229        |
| Kanton Coudekerque-Branche   | 48.988                   | 95,29      | 514              | 5912       | –            |

## Veränderungen im Gemeindebestand seit 2015
2016: Fusion Coudekerque-Village und Téteghem → Téteghem-Coudekerque-Village